# Entertainment Software Association mot Foti
Entertainment Software Association mot Foti var ett rättsfall i USA som den 16 juni 2006 där en federal distriktsdomstol förklarade att delstaten Louisianas lagstiftning för att skydda barn mot skadligt innehåll i dator- och TV-spelen skulle betraktas som okonstitutionellt.
Domstolsutslaget ledde till att lagstiftningen ändrades under sent 2006.

### Fotnoter
1. ↑  ”Entertainment Software Association mot Foti” (på engelska). Gamepolitics. 16 juni 2014. http://gamepolitics.livejournal.com/?skip=20&tag=hb1381. Läst 14 juni 2014.